# Elezioni parlamentari in Estonia del 2015
Le elezioni parlamentari in Estonia del 2015 si tennero il 1º marzo per il rinnovo del Riigikogu. In seguito all'esito elettorale, Taavi Rõivas, espressione del Partito Riformatore Estone, divenne Primo ministro, nell'ambito di un governo di coalizione col Partito Socialdemocratico e l'Unione della Patria e Res Publica; nel 2016 fu sostituito da Jüri Ratas, esponente del Partito di Centro Estone.

## Risultati
| Liste                                | Voti    | %     | Seggi |
| ------------------------------------ | ------- | ----- | ----- |
| Partito Riformatore Estone           | 158 971 | 27,69 | 30    |
| Partito di Centro Estone             | 142 460 | 24,81 | 27    |
| Partito Socialdemocratico            | 87 190  | 15,19 | 15    |
| Unione della Patria e Res Publica    | 78 697  | 13,71 | 14    |
| Partito Libero Estone                | 49 883  | 8,69  | 8     |
| Partito Popolare Conservatore Estone | 46 772  | 8,15  | 7     |
| Verdi Estoni                         | 5 193   | 0,90  | –     |
| Partito dell'Unità Popolare          | 2 289   | 0,40  | –     |
| Partito dell'Indipendenza Estone     | 1 047   | 0,18  | –     |
| Partito della Sinistra Unita Estone  | 764     | 0,13  | –     |
| Candidati individuali                | 887     | 0,15  | –     |
| Totale                               | 574 153 | 100   | 101   |